# Sclerophrys langanoensis
Sclerophrys langanoensis es una especie de anfibios anuros de la familia Bufonidae.

## Distribución geográfica y hábitat
Es endémica del norte de Etiopía y, posiblemente, zonas adyacentes de Eritrea y de Somalia. Su rango altitudinal oscila entre 700 y 1585 m s. n. m..
Su hábitat natural incluye sabanas secas, zonas secas de arbustos tropicales o subtropicales, ríos, lagos de agua dulce, marismas de agua dulce y canales y diques.
Está amenazada por la pérdida de su hábitat natural.